# Cairngorms-Nationalpark
Der Cairngorms-Nationalpark (engl. Cairngorms National Park, gälisch Üghdarras Pàirc Nàiseanta a' Mhonaidh Ruaidh) ist der größte und gleichzeitig zweitjüngste der fünfzehn Nationalparks des Vereinigten Königreichs Großbritannien und Nordirland. Seine Fläche beträgt 3800 km².
Nach Verabschiedung eines neuen Gesetzes zum Schutz der Landschaft im schottischen Parlament wurde er im September 2003 als einer von zwei schottischen Nationalparks gegründet. Das Monitoring, Management und Informationsangebote werden von der „Cairngorms National Park Authority“ wahrgenommen.
2018 wurde ein Teil des Parks zum Tomintoul and Glenlivet Dark Sky Park erklärt.

## Landschaft
Der Nationalpark in den zentralen Highlands wird geprägt vom namensgebenden Gebirgszug der Cairngorms, einem Teil der weiter ausgedehnten Grampian Mountains. Landschaftsprägend sind die heidebewachsenen Hochflächen, die tiefschwarz schimmernden Seen, zahlreiche Hochmoore und Wälder. Weite Teile des Geländes sind verkehrstechnisch nicht erschlossen.
Die Grenzen des Nationalparks reichen von Grantown-on-Spey im Norden bis nach Ballater im Osten, zu den Talsohlen der Angus Glens im Süden bis über Dalwhinnie und Drumochter im Westen. Im Südwesten umfasst er große Teile der Kinloch Laggan. Die größten Ortschaften sind Ballater im Osten und Kingussie und Aviemore im Westen. Der höchste Punkt ist der Ben Macdui mit 1309 m, der zweithöchste Berg Schottlands. Zwei Straßen führen zwar nahe der Grenzlinie von Westen nach Osten oder von Westen in den Süden, es existiert jedoch keine Straßenverbindung in das Zentrum des Nationalparks. Das Gelände kann daher nur zu Fuß erreicht werden. Südöstlich zwischen Braemar und Ballater liegt Balmoral Castle, die Sommerresidenz der britischen Monarchen und ein für Touristen beliebter Anziehungspunkt.

## Fauna
Über 20.000 Rothirsche leben in den Wälder und Heidelandschaften des Parks. Westlich des Spey-Flusses kommen auch japanische Sikahirsche vor. Diese Neozoen kreuzen sich mit den Rothirschen. Die Parkverwaltung versucht zu verhindern, dass sich die Tiere in Gebiete östlich des Spey ausbreiten. Eine halbwilde Rentierherde, die etwa 130 bis 150 Tiere umfasst, lebt ebenfalls im Park an den Hängen des Meall a’ Bhuachaille bei Aviemore. Darüber hinaus kommen Rehe, Wildkatzen, Fischotter, Dachse, Marder, Eichhörnchen, Auerhühner, Steinadler und Fischadler vor.